# Meloe autumnalis
Meloe autumnalis is een keversoort uit de familie van oliekevers (Meloidae). De wetenschappelijke naam van de soort is voor het eerst geldig gepubliceerd in 1797 door A. G. Olivier.